# 間章
間 章（あいだ あきら、Aquirax Aida、1946年8月18日 - 1978年12月12日）は、音楽評論家、現代思想家。新潟県生まれ。立教大学中退。1969年よりフリー・ジャズを中心とした音楽批評活動を展開し、イベントやレコードのプロデュース活動を行った。1978年12月12日、脳出血により死去。享年32。

## 年譜
- 1946年 新潟県新潟市礎町に生まれる。
- 1965年 私立新潟明訓高等学校卒業。立教大学文学部仏文科入学。在学中はバタイユ、セリーヌ、シオラン、カフカ、アントナン・アルトー、クロソウスキー、ブレヒト、ブランショ、ロートレアモンに魅せられる。
- サックス奏者である阿部薫と心を通わし、特に彼らはブランショ、ハイデッガー、セリーヌを気にした[1]。阿部のアルバム『なしくずしの死』は言うまでもなくセリーヌから取られた。
- 1969年 立教大学中退。『ジャズ』誌に初のジャズ批評を発表。
- 1970年 コンサート《解体的交感》をプロデュース。出演は阿部薫、高柳昌行。初のレコード・プロデュースとなる。
- 1972年 ブリジット・フォンテーヌ『ラジオのように』にて初のライナーノーツを手がける。新潟市体育館で新潟現代音楽祭《自由空間》をプロデュース。この模様はNHK総合テレビジョンでドキュメンタリーとして放映される。
- 1974年 渡仏、スティーヴ・レイシー、デレク・ベイリーとの対話。
- 1975年 企画集団「半夏舎」を設立。スティーヴ・レイシー招聘。阿部薫のソロ・コンサート「なしくずしの死」をプロデュース。
- 1977年 ミルフォード・グレイヴス招聘。
- 1978年 デレク・ベイリー招聘。『ロックマガジン』誌にロック批評の連載を開始。同年12月12日東京・渋谷で、脳出血により32歳で死去。
- 1982年 イザラ書房より、著作集『時代の未明から来るべきものへ』を刊行。

## 著書
- 『時代の未明から来るべきものへ』イザラ書房、1982年。
のち復刊『時代の未明から来たるべきものへ　間章著作集Ⅰ』月曜社、2013年。
- 『非時と廃墟そして鏡 間章ライナーノーツ[1972-1979]』深夜叢書社、1988年。（ライナーノーツを纏めたもの。）
- 『この旅には終わりはない ジャズ・エッセイ』柏書房、1992年。（ジャズに関するエッセイ集。解説は辻邦生。）
- 『僕はランチにでかける ロック・エッセイ』柏書房、1992年。（ロックに関するエッセイ集。解説は村上龍。）
- 『間章クロニクル』愛育社、2006年。
- 『〈なしくずしの死〉への覚書と断片　間章著作集Ⅱ』月曜社、2013年。
- 『さらに冬へ旅立つために　間章著作集Ⅲ』月曜社、2014年。

## 訳書
- ウラジミール・シモスコ、バリー・テッパーマン『エリック・ドルフィー』晶文社、1975年。ISBN 4794951787

## 関連書
- 中上健次、村上龍、坂本龍一、五木寛之、山下洋輔他と共著 『阿部薫1949-1978』文遊社、2001年。ISBN 4892570362
- 『間章クロニクル』リンディホップスタジオ編、愛育社、2006年。ISBN 4750002887